# Ciclo romano
Per ciclo romano (espressione coniata da Jean Bodel) o ciclo classico o materia di Roma s'intende un insieme di opere letterarie medievali, pertinenti soprattutto alla letteratura francese, riguardanti la mitologia greca e romana e le figure storiche dell'antichità classica.
I personaggi che caratterizzano questi testi fanno capo ai Nove Prodi, che rappresentano le culture pagana, ebraica e cristiana. Tra di essi vi sono Alessandro Magno e Giulio Cesare. Tutti i protagonisti vengono visti come cavalieri simili a quelli delle chansons de geste e all'interno della narrazione sono presenti i tipici tratti della società cortese. Vengono quindi introdotti altri elementi, come storie d'amore e tornei militari, questi ultimi del tutto mancanti nelle fonti originali.
Tra i più famosi romanzi del ciclo romano, vanno menzionati:
- il Romanzo di Alessandro;
- il Romanzo di Troia;
- il Romanzo di Tebe;
- il Romanzo di Enea, una rivisitazione dell'Eneide.

Vi sono poi opere minori, ispirate soprattutto a episodi delle Metamorfosi di Ovidio.